# Богата сиротиња
Богата сиротиња је песма коју пева Александра Пријовић, српска певачица. Песма је премијерно представљена 20. јуна 2019. године у емисији Звезде Гранда (финале музичког такмичења) на ТВ Првој, Новој БХ и Каналу 5.

## Текст и мелодија
Песма Богата сиротиња је ауторско дело, чији је текст написао Драган Брајовић Браја. Сам назив песме је оксиморон (стилска фигура, спајање противречног) богата сиротиња.
Музику за песму радио је Драган Брајовић Браја, а аранжман Марко Цветковић.

## Спот
A Music, Fanatic Media и Grand Production урадили су спот за песму. На Јутјуб је отпремљен 21. јуна 2019. године — дан након што је песма и премијерно представљена. Песма је такође представљена ТВ наступом у специјалу Звезда Гранда 23. јуна 2019. године.